# Mantsonyane
Koordinaten: 29° 32′ S, 28° 16′ O
Mantsonyane ist ein Ort im Distrikt Thaba-Tseka in Lesotho.

## Geographie
Mantsonyane liegt in rund 2200 Meter Höhe über dem Meeresspiegel. In der Nähe fließt der Mantšonyane südwärts Richtung Senqunyane und schließlich in den Senqu. Die nächste größere Ortschaft Richtung Westen ist Marakabei. Östlich von Mantsonyane liegt der Mokhoabong Pass.

## Infrastruktur
Manstonyane verfügt über das 1963 gegründete Krankenhaus St. James Mission Hospital, das von der anglikanischen Diözese Lesotho geleitet wird und über 60 Betten verfügt. Die zentrale West-Ost-Straßenverbindung Lesothos, die A3 von Maseru nach Thaba-Tseka und Mokhotlong, führt durch Mantsonyane. In der Nähe liegt der Flugplatz Mantsonyane, ICAO-Code FXMN.

## Persönlichkeiten
- Sam Matekane (* 1958), Unternehmer und Politiker